# Visor Stanhope

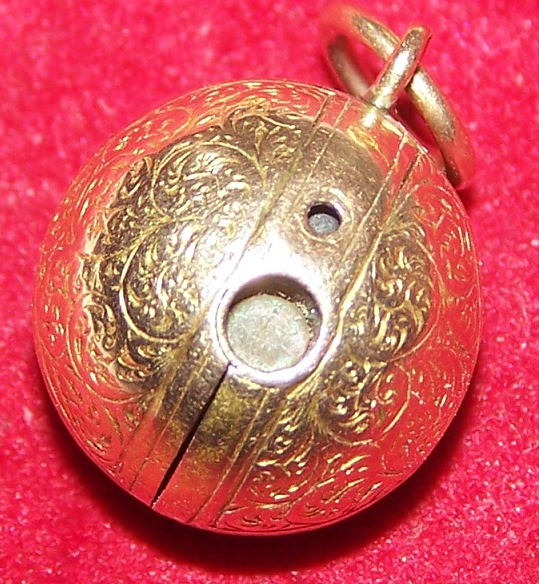
Joia Stanhope El cilindre de la lent del visor està situat a l'obertura de menor diàmetre

Una Joia òptica Stanhope o simplement Visor Stanhope és un dispositiu òptic que permet la visualització d'una microfotografia sense utilitzar un microscopi. Des de començament del segle xx, a Montserrat, i altres llocs d'interés turístic, s'hi venien records (souvenirs) que portaven un Visor Stanhope incorporat, en el que s'hi podia veure un paisatge (p.e. de Montserrat, Luján, etc). Va ser inventat per René Dagron el 1857.
Dagron va passar per alt la necessitat d'un microscopi de preu elevat per poder visionar les microfotografies, al enganxar-les a l'extrem d'una versió modificada de la lent Stanhope. Va anomenar els dispositius bijoux foto-microscopiques (joies foto-microscòpiques).Dagron va mostrar els dispositius a l'Exposició de Londres de 1862, on va obtenir una "Menció d'honor" i les va presentar a la Reina Victoria.
L'any 1864 Dagron es va fer famós quan va construir un "visor Stanhope" (i la càmera "ad hoc") que va permetre la visualització d'una microfotografia d'un mil·límetre quadrat (0,0016 polzades quadrades), equivalent en grandària al cap d'una agulla, [5] que contenia els retrats de 450 persones.

## Història

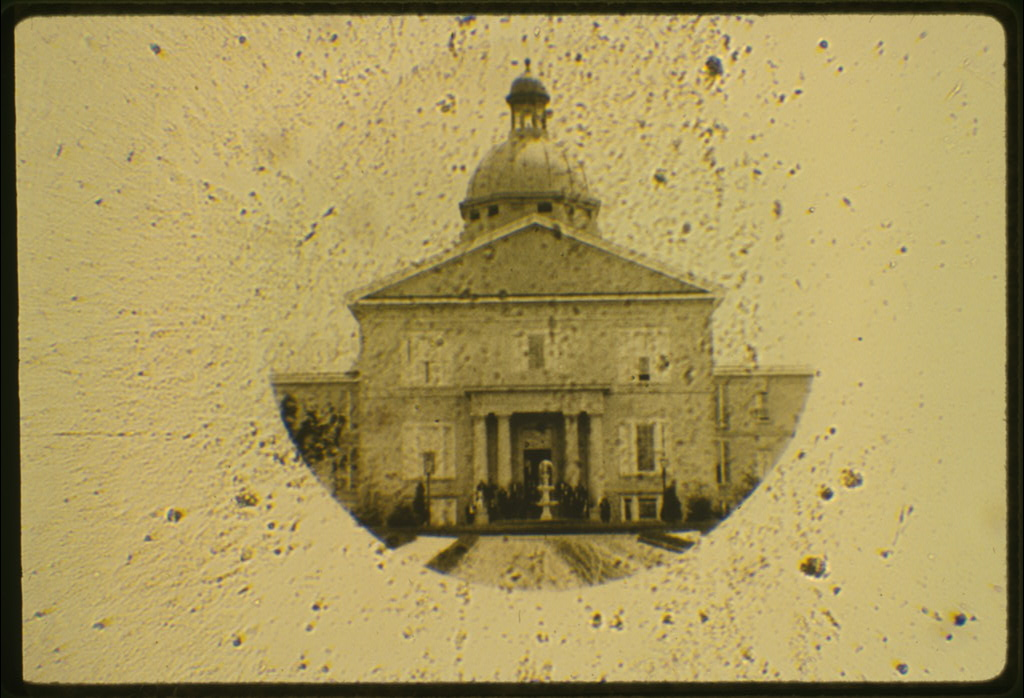
Una microfotografia d'1 mm de diàmetre, ca. 1858.

El 1851 John Benjamin Dancer va inventar les microfotografies mitjançant un procés de col·lodió i un microscopi convertit en càmera Amb aquest sistema va aconseguir a unes microfotografies d'uns 3 mil·límetres quadrats de superfície (0,0047 polzades quadrades). El principal desavantatge del mètode de Dancer va ser que la visualització de les microfotografies requeria un microscopi que en aquells moments era un instrument car.
El 1857 Dagron va solucionar el problema amb la invenció d'un mètode per muntar les microfotografies a l'extrem d'una petita lent cilíndrica. Dagron va modificar la lent Stanhope seccionant la seva estructura normalment biconvexa, mantenint un extrem convex, per a refractar la llum, mentre que va tallar l'altre extrem amb una forma completament plana de manera que quedés just al pla focal de la lent que forma el costat convex. Va obtenir així una lent pla-convexa, i va ser capaç de muntar la fotografia microscòpica en la part plana de la lent utilitzant bàlsam del Canadà com adhesiu. Aquesta disposició va permetre que la imatge quedés enfocada.
Els visors Stanhope també van ser muntats a l'interior d'arcs de violí pel luthier francès Jean-Baptiste Vuillaume, probablement utilitzant mètodes i equips de Dagron Els així anomenats violins Stanhope van comptar amb els retrats de personatges famosos com Paganini, Tourte i Stradivari.
La lent seccionada de Dagron podia ampliar la microfotografia tres-centes vegades, de manera que per la visualització de les microfotografies ja no calia un microscopi voluminós i car. La lent modificada Stanhope era prou petita com per a ser muntada en tota mena d'artefactes en miniatura, com ara anells, miniatures d'ivori, joguines de fusta, etc Dagron també va dissenyar una càmera microfotogràfica especial que podia produir 450 exposicions d'aproximadament 2 per 2 mil·límetres (0,079 a × 0,079 polzades) en una placa de col·lodió humit de 4,5 centímetres per 8,5 (1,8 a × 3.3 polzades).

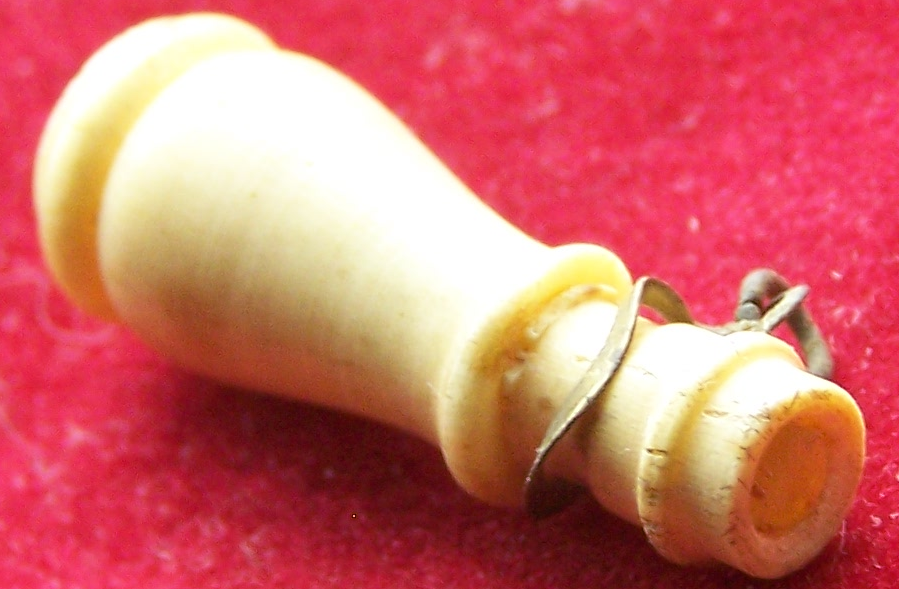
Un visor Stanhope en forma de telescopi miniatura

Els esforços de Dagron van aconseguir un gran èxit. Els seus visors van poder ser introduïts finalment al gran públic a la Fira Internacional de París de 1859.
L'èxit dels visors Stanhope va permetre a Dagron dur a terme el seu propòsit de construir una fàbrica dedicada a la seva producció. Al juny de 1859, la fàbrica de Dagron ja estava fabricant els Visors Stanhope, muntats dins de joies i souvenirs. L'agost de 1859 els va exhibir a l'Exposició Internacional de París, on van aplegar un gran èxit. El 1862 tenia 150 empleats i fabricava 12.000 unitats al dia.
El 1860 Dagron va obtenir la patent per als seus visors sota el títol Bijoux Photo-microscopiques Dagron també va desenvolupar tècniques de màrqueting amb venda per correu dels seus visors. El 1862 Dagron va publicar el seu llibre Cylindres foto-microscopiques, montés et no montés sur bijoux.
A principis del segle XX Eugène Reymond va prendre el control de la fàbrica de lents de Stanhope-Dagron a Gex, França. Va ser succeït en la gestió de la fàbrica pel seu fill Roger. El 1972 la fàbrica, dirigida per Roger Remond, va produir l'última lent Stanhope feta pels mètodes tradicionals. Al 1998, després de la mort de Roger, el taller va ser tancat i el seu equipament desmantellat i venut. Les lents Stanhope encara es fabriquen avui dia, però no es produeixen d'acord amb la metodologia de Dagron
En els temps moderns, els Visors Stanhope més comuns són generalment creus d'or o plata amb oracions cristianes en la microfotografia.